# Xico (México)
Xico ist eine Stadt im mexikanischen Bundesstaat México. Sie dient als Hauptort der Municipio Valle de Chalco, mit dem sie praktisch identisch ist. Die Stadt liegt an der Ostseite des Distrito Federal und ist Teil der Metropolregion Mexiko-Stadt. Die Stadt und die Gemeinde liegen am alten Seeufer des Chalcosee, der wie ein Großteil des mexikanischen Beckens entwässert wurde. Der Name der Stadt stammt vom nahe gelegenen Hügel Xico (Cerro de Xico).

## Geschichte
Die frühe Geschichte bezieht sich auf das Gebiet um den Cerro de Xico und die Insel Xico, da der größte Teil der modernen Stadt bis vor relativ kurzer Zeit unter Wasser lag. Das Gebiet bestand hauptsächlich aus Fischerdörfern von 900 v. Chr. bis 100 n. Chr. Von 550 bis 650 war das Gebiet von der Teotihuacán-Kultur geprägt. Von 650 bis 750 gewann eine Siedlung der Otomí an Bedeutung. Die Acxotecas kamen um 1328 an, zu der Zeit, als hier die Chinampa-Landwirtschaft begann. Xico wurde 1381 von dem Azteken Tezozómoc erobert, danach siedelten sich hier Gruppen von Mexica an, die im 14. und 15. Jahrhundert das Anbausystem erweiterten. Das Gebiet wurde 1529 vom spanischen König an Hernán Cortés abgetreten. Das moderne Gebiet entstand im 19. Jahrhundert, als Präsident Porfirio Díaz die Entwässerung des Chalcosees anordnete, was die Wirtschaft der ehemaligen Küstengemeinden zerstörte. In der mexikanischen Revolution wurde versucht, diese Gemeinschaften durch die Schaffung von Ejidos zu kompensieren. Die beiden größten hier waren Estación Xico mit 507 Hektar und San Miguel Xico mit 250 Hektar.
Zum größten Teil war die Gegend bis in die späten 1970er Jahre fast ungenutzt, bis Familien aus dem zentralen und südlichen Teil Mexikos auf der Suche nach Land in die Gegend zogen. Trotz der Nähe zu Mexiko-Stadt gab es kaum Infrastruktur für Grundversorgung einschließlich Schulbildung für Kinder. Viele Menschen kauften Ejido-Land, was zu rechtlichen Problemen führte. Die Bundesregierung musste einschreiten, um die Grundversorgung zu gewährleisten und die Eigentumsrechte von mehr als 77.000 verkauften Parzellen Ejido-Land zu regulieren. Das Gebiet wurde schließlich 1994 zu einer eigenen Gemeinde. Bei der Volkszählung von 2005 hatte Xico 331.321 Einwohner.